# Emily Dickinson
Emily Elizabeth Dickinson (n. 10 decembrie 1830, Amherst, Massachusetts, SUA – d. 15 mai 1886, Amherst, Massachusetts, SUA) a fost o poetă americană.
Tematica liricii sale cuprinde: dragostea, singurătatea, moartea. Prin forța novatoare a operei, concentrarea expresiei poetice în forme epigramatice și densitate metaforică, este o precursoare a imagismului secolului al XX-lea.
Poeziile sale au fost publicate postum sub titlul Poems ("Poezii").

## Copilărie și adolescență
Emily Dickinson a crescut în sânul unei familii protestante și foarte conservatoare. Tatăl său, Edward Dickinson, care era un om foarte strict, nu numai că a fost judecător în Amherst, dar a ajuns să dețină și funcția de senator al statului, ulterior făcând parte și din Congresul de la Washington, unde reprezenta Massachussets. Educația pe care Emily a primit-o din partea acestuia, i-a marcat cu siguranță caracterul și viața.
Un rol important în viața ei l-au jucat și cei doi frați ai săi. William, fratele ei mai mare, s-a căsătorit cu Susan Gilbert, o prietenă de-a Emiliei, stabilindu-se undeva în apropierea casei părintești. Lavinia, mezina familiei, cunoscută mai ales sub numele de Vinnie, a devenit și ea un sprijin pentru Emily, ea fiind cea care după moartea scriitoarei, s-a ocupat de colectarea tuturor scrierilor ascunse ale acesteia, cu scopul de a le face cunoscute lumii întregi. Cât timp era în viață, Emily a refuzat tot timpul acest lucru.
Fiind pasionată de domeniul Literelor, a luat lecții de latină și greacă și a ajuns să fie o scriitoare desăvârșită. În plus, ea a luat și lecții de pian, de canto, de grădinărit (îi plăcea să aprofundeze cele mai ascunse mistere ale Botanicii).
În 1847, când încă nu împlinise 17 ani, s-a înscris la Seminarul pentru domnișoare Mary Lyon din cadrul Mount Holyoke. În acest fel, familia ei a încercat să trezească în mintea tinerei fete, interesul pentru religie, însă niciodată nu a fost posibil acest lucru, deoarece ea era interesată să descopere lucruri despre lumea din jurul ei. Pentru Emily, participarea la acest seminar însemna doar un curs la care lua note bune. La începutul anului următor, după ce s-a îmbolnăvit, s-a întors acasă și a nu mai pășit în acel internat niciodată.

## Iubiri ascunse
Două mari iubiri i-au marcat scriitoarei drumul vieții. Deși ceea ce se spune se bazează mai mult pe speculații născute din puține date concrete, cert este faptul că singurătatea ei autoimpusă și mai târziu, izolarea ei, pe care o și aborda în majoritatea poeziilor sale, prin conținutul trist, par să confirme ghinionul de care a avut parte în dragoste.
Prima iubire a cunoscut-o în timpul adolescenței sale. Benjamin F. Newton era un coleg de serviciu al tatălui ei, cu zece ani mai în vârstă decât Emily, fapt pentru care tatăl acesteia le-a interzis să se mai vadă, făcând tot posibilul să-i îndepărteze. Așadar, în 1849, Benjamin s-a mutat din oraș, căsătorindu-se câțiva ani mai târziu, deși păstrase legătura cu Emily prin intermediul scrisorilor. Din nefericire, după puțin timp, acesta a murit de tuberculoză. Moartea acestuia i-a pricinuit o durere imensă lui Emily, care i-a menținut mereu vie prezența, în felul ei.
Cea de-a doua iubire a apărut în 1854, când l-a întâlnit pe Charles Wadsworth, un reverend, care era căsătorit și avea aproximativ 40 de ani. Deși nu s-au văzut de multe ori, a fost suficient ca între cei doi să se nască un sentiment puternic, dar care nu a putut să distrugă barierele dintre ei. Totuși, au reușit să păstreze dragostea în ciuda trecerii timpului sau a distanței, în 1861, Charles luând decizia de a se muta în San Francisco, astfel pierzându-se legătura dintre cei doi. În 1870, Emily a aflat adresa lui și au început să corespondeze din nou, iar în cele din urmă, în 1880, s-au reîntâlnit. Nenorocirea s-a năspustit asupra scriitoarei și de această dată, Charles murind la doi ani mai târziu, ceea ce a însemnat o lovitură puternică și greu de depășit pentru aceasta.

## Izolarea
În acea perioadă, deși începuse să nu mai iasă din casă, odată cu moartea lui Wadsworth nu a mai dorit să iasă nici măcar din camera ei. Scria fără încetare pe orice colț de hârtie pe care îl găsea, însă tot ce scria, păstra doar pentru ea, nepermițând  nimănui să citească. În acest fel, reușea să se descarce emoțional, eliberându-se de amărăciune, de disperare, de întrebările care îi treceau prin minte. Niciodată nu s-a gândit că poeziile pe care le scria aveau calitatea necesară pentru a fi publicate și din această cauză i-a refuzat pe toți editorii ziarelor importante din orașul său, care îi propuneau să colaboreze.

## Ultimii ani din viață

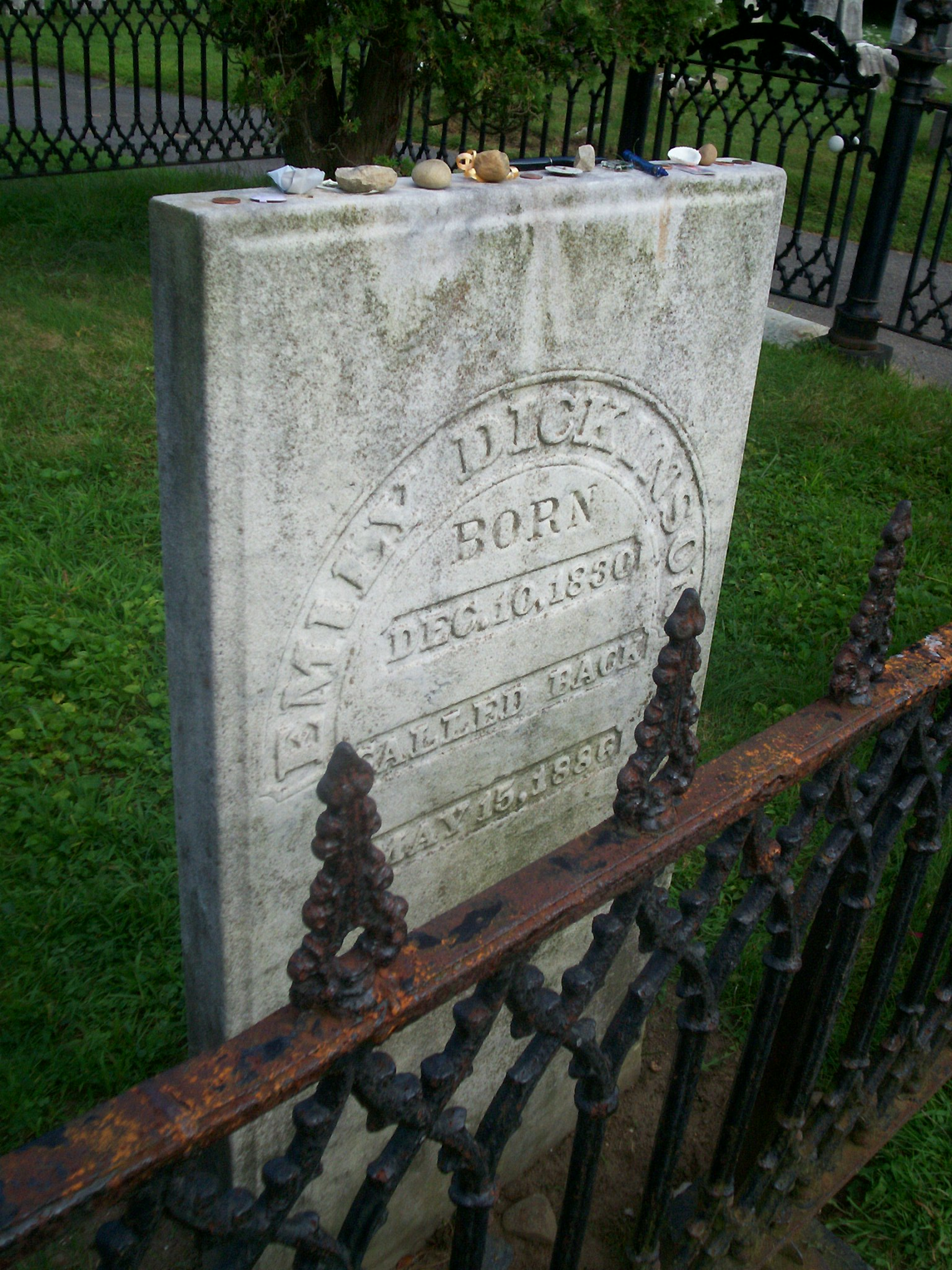
Mormântul lui Emily Dickinson din Amherst, Massachusetts

În 1884 a murit nepotul său, fiul lui William, pentru care avea un devotament profund și special. Acesta a fost începutul sfârșitului. Doi ani mai târziu, mai exact pe data de 15 mai 1886, bolnavă și aproape oarbă, a murit, sufletul ei găsind în sfârșit pacea.
Așadar, opera sa a fost publicată datorită surorii sale, care a făcut tot posibilul ca talentul său să fie cunoscut în întreaga lume. Emily nu a acordat prea multă importanță poeziilor ei, din acest motiv, ea nu le-a pus dată, explicații, nici măcar nu le-a păstrat într-o anumită ordine. Din această cauză, este dificil uneori să fie situate într-un timp determinant sau în anumite circumstanțe, pentru a putea cunoaște mai bine viața și gândurile acestei biete mari scriitoare.